# Gregorio Luperón
 (octobre 2015).
Si vous disposez d'ouvrages ou d'articles de référence ou si vous connaissez des sites web de qualité traitant du thème abordé ici, merci de compléter l'article en donnant les références utiles à sa vérifiabilité et en les liant à la section « Notes et références ».
Gregorio Luperón (8 septembre 1839, Puerto Plata, mort le 21 mai 1897, Puerto Plata) fut patriote, général, révolutionnaire et président provisoire de la République dominicaine.
Il est l'un des intellectuels antillais à avoir réfléchi à l'idée de Confédération antillaise avec les portoricains Eugenio María de Hostos (es) et Ramón Emeterio Betances et les cubains Francisco Vicente Aguilera (es) et Antonio Maceo.

## Biographie
Fils de Pedro Castellanos et Nicolasa Luperón, propriétaires d'un ventorrillo (petit commerce), où les enfants durent vendre sur la rue pour aider à la subsistance familiale. Il commença à travailler, dès l'âge de 14 ans, pour Pedro Eduardo Dubocq, propriétaire d'une importante entreprise spécialisée dans le bois précieux. Et, comme il démontrait une force de caractère et un goût pour le travail bien fait, son patron lui permit d'utiliser sa bibliothèque, pour enrichir son intellect, et lui confia la direction des employés travaillant le bois à Jamao.
En 1861, il avait seulement 22 ans lorsque se produisit l'annexion à l'Espagne qui devait soulever chez lui un sentiment de révolte. Il fut emprisonné pour ses prises de position, s'échappa et se réfugia aux États-Unis, pour revenir clandestinement, peu de temps après en passant par Monte Cristi, afin de prendre part au soulèvement de Sabaneta en 1863 (voir guerre de Restauration). 
Il se cacha alors dans les montagnes de La Vega, avec d'autres insurgés, préparant clandestinement la révolution.
Après l'épisode del Grito de Capotillo, il se rendit à Santiago où on lui confia la direction d'un canton et peu après, il fut nommé général. 
Sa combativité et son patriotisme furent reconnus par le gouvernement de Santiago. Il s'opposa alors à Pedro Santana qui dirigeait l'armée espagnole, et bien qu'inférieures en nombre, ses troupes firent une lutte de guérilla très efficace. 
Entre 1864 et 1865, il fut élu vice-président du gouvernement du Général Pedro Antonio Pimentel (en). Il s'opposa à Buenaventura Báez et se mit au service du général José María Cabral en 1866 afin d'appuyer la constitution (Triumvirat puis gouvernement provisoire).
Luperón fut forcé de quitter la République dominicaine au moment où les prétentions annexionnistes de Baez se traduisirent par un appel aux forces des États-Unis. Luperón fit alors appel à la solidarité de l'Amérique latine et protesta auprès du Sénat américain.
Il parvint à chasser Baez du pouvoir en 1874, pour être obligé de s'exiler à nouveau. Luperón dut attendre deux ans pour revenir au pays, pendant que Pedro Antonio Pimentel (en) et Baez se partageaient le pouvoir.
En 1876, Luperón accepta le ministère de la Guerre et de la Marine du gouvernement de Ulises Francisco Espaillat (en), mais même avec l'appui de Luperón, Espaillat fut obligé de renoncer au pouvoir, et Luperón d'abandonner à nouveau le pays.
Il fut élu Président provisoire de la République dominicaine le 6 décembre 1879, et sous ses propres recommandations, Fernando Arturo de Meriño lui succéda, le 1er septembre 1880.
Il mourut à Puerto Plata le 21 mai 1897, d'une maladie incurable. Aujourd'hui, il a un monument à Santiago et l'aéroport de Puerto Plata porte son nom.